# Resolutie 492 Veiligheidsraad Verenigde Naties
Resolutie 493 van de Veiligheidsraad van de Verenigde Naties werd op 10 november 1981 unaniem aangenomen, en beval de Caraïbische eilandstaat Antigua en Barbuda aan voor VN-lidmaatschap.

## Inhoud
De Veiligheidsraad had de aanvraag van Antigua en Barbuda voor VN-lidmaatschap bestudeerd, en beval de Algemene Vergadering aan om Antigua en Barbuda toe te laten tot de VN.

## Verwante resoluties
- Resolutie 489 Veiligheidsraad Verenigde Naties (Vanuatu)
- Resolutie 491 Veiligheidsraad Verenigde Naties (Belize)
- Resolutie 537 Veiligheidsraad Verenigde Naties (Saint Kitts en Nevis)
- Resolutie 548 Veiligheidsraad Verenigde Naties (Brunei)

Lijst ·  485 ·  486 ·  487 ·  488 ·  489 ·  490 ·  491 ·  492 ·  493 ·  494 ·  495 ·  496 ·  497 ·  498 ·  499